# Ризняк, Роман
Роман Ризняк (укр. Роман Різняк, псевдоним Макомацкий) (12 марта 1921, Трускавец, Польская Республика — 18 июля 1948, Трускавец, СССР) — референт СБ ОУН, обладатель Креста Боевой Заслуги 1-й степени. Племянник Василия Биласа.

## Биография
Родился в многодетной семье, где из одиннадцати детей выжило семь. В 1941—1948 год боролся за независимость Украины, как с нацистской Германией, так и с советскими войсками. В дальнейшем, до своей ликвидации оперативной группой МГБ СССР, занимался убийствами милиционеров, солдат внутренних войск, партийных и хозяйственных деятелей, а также про-советски настроенных граждан и членов их семей. На страницах украинской прессы утверждается что выкрал советского генерала А. Н. Сабурова и обменял его на 200 (двести) пленных украинских националистов.

## Память
- Памятник Роману Ризняку — «Макомацкому» авторства В. А. Ропецкого (укр.)
- Улица в Трускавце (укр.)